# Great Oakley, Northamptonshire
Great Oakley är en ort i civil parish Corby, i distriktet North Northamptonshire, i grevskapet Northamptonshire, i England. Great Oakley var en civil parish fram till 1935 när blev den en del av Oakley. Civil parish hade 189 invånare år 1931.